# Dolopus mirus
Dolopus mirus là một loài ruồi trong họ Asilidae. Dolopus mirus được Daniels miêu tả năm 1987. Loài này phân bố ở miền Australasia.